# Селюнин, Василий Илларионович
Васи́лий Илларио́нович Селю́нин (30 декабря 1927, Слободской уезд, Вятская губерния — 27 августа 1994, Москва) — советский и российский публицист, получивший известность особенно в период перестройки и сразу после неё. Депутат Государственной Думы РФ I созыва.

## Биография
Родился в деревне Фоминцы.
Работал обмотчиком моторов на меланжевом комбинате в Барнауле (1946—1949), журналистом в «Орловской правде» (1954—1955), литературным редактором «Красной Звезды» (1955—1958), специальным корреспондентом «Строительной газеты» (1958—1962), заведующим отделом журнала «На стройках России» (1962—1964), обозревателем «Экономической газеты» (1964—1969), экономическим обозревателем газеты «Социалистическая индустрия» (1969—1985). Публиковался в самиздатовском журнале «Гласность», был членом редколлегий журналов «Новый мир» и «Континент».
В 1954 году окончил факультет журналистики Московского государственного университета, в 1965 году — Высшие экономические курсы Госплана СССР.
С 1985 года в журнале «Новый мир» и других влиятельных изданиях того времени публиковал статьи, вызывавшие широкий общественный резонанс (в частности, «Лукавая цифра», «Истоки»). Был членом бюро секции публицистов Союза журналистов СССР, членом Союза писателей, членом бюро клуба «Московская трибуна», Комитета русской интеллигенции «Карабах».
Свои политические взгляды характеризовал как либеральные: поддерживал правительство Е. Гайдара, считая, что в него входят «высшие профессионалы». Писал, что «за трудные месяцы работы правительства страна все же немножко отползла от края бездны». Правительственная программа приватизации представлялась ему «недостаточно решительной, чрезмерно растянутой во времени». В феврале 1992 г. вместе с Л. Пияшевой и другими членами Экономического совета при мэрии Москвы опубликовал открытое письмо «Докладная Российскому Президенту о наиболее разумном способе приватизации», в котором предлагалось провести быструю, «обвальную», бесплатную приватизацию. Являлся сторонником частной собственности на землю, включая право на ее продажу; не поддерживал регулирование цен, а индексацию заработной платы считал необходимой только для работников бюджетной сферы.
Одобрил Указ Ельцина о роспуске Съезда народных депутатов в сентябре 1993 года. Подписал «Письмо 42-х».
В 1993 году избран депутатом Государственной думы РФ I созыва по федеральному списку блока «Выбор России» и вошёл в одноимённую «фракцию». Член Комитета ГД по бюджету, налогам, банкам и финансам. В марте 1994 года член инициативной группы по созданию партии Демократический выбор России.
Скончался после тяжёлой продолжительной болезни. Похоронен на Долгопрудненском кладбище.
Автор более 1000 публикаций (в основном на экономические темы), около 30 книг (в том числе и в соавторстве).

## Книги
- Снабжение. Его роль в жизни предприятия. — М., 1971.
- Истоки / Василий Селюнин. Авансы и долги / Николай Шмелёв. — М.: Правда, 1990. — 509 с. — (Библиотека журнала «Знамя»). ISBN 5-253-00023-2.
- Все у нас получится: Очерки. — М.: Журнал «Огонёк», 1991. — 48 с. — (Библиотека «Огонёк»; № 17).
- Собственность и свобода. — Минск: Полифакт, 1991. — 96 с. — 20 000 экз. ISBN 5-7815-1482-1.
- Капкан на Президента. — М.: Московский рабочий, 1996. — 96 с. — 2 000 экз. — (Россия демократическая). ISBN 5-239-01923-1.

## Комментарии
1. ↑  Деревня Фоминцы, относившаяся к Лекомской, в 1920-е годы — к Георгиевской волости Слободского уезда, в последующем входила в состав Залесского сельсовета Слободского (в 1935—1955 — Шестаковского) района Кировской области; не сохранилась[2].